# Henry W. Livingston
Pour les autres membres de cette famille, voir Famille Livingston et pour les homonymes, voir Livingston.
Henry Walter Livingston (12 janvier 1768, Livingston – 22 décembre 1810), est un homme politique américain.

## Biographie
Fils de Walter Livingston, il est membre de la Chambre des représentants des États-Unis de 1803 à 1807.